# Сан Болдо (Тревизо)
Сан Болдо је насеље у Италији у округу Тревизо, региону Венето.
Према процени из 2011. у насељу је живело 11 становника. Насеље се налази на надморској висини од 712 м.